# Aedermannsdorf
Aedermannsdorf is een gemeente en plaats in het Zwitserse kanton Solothurn en maakt deel uit van het district Thal.

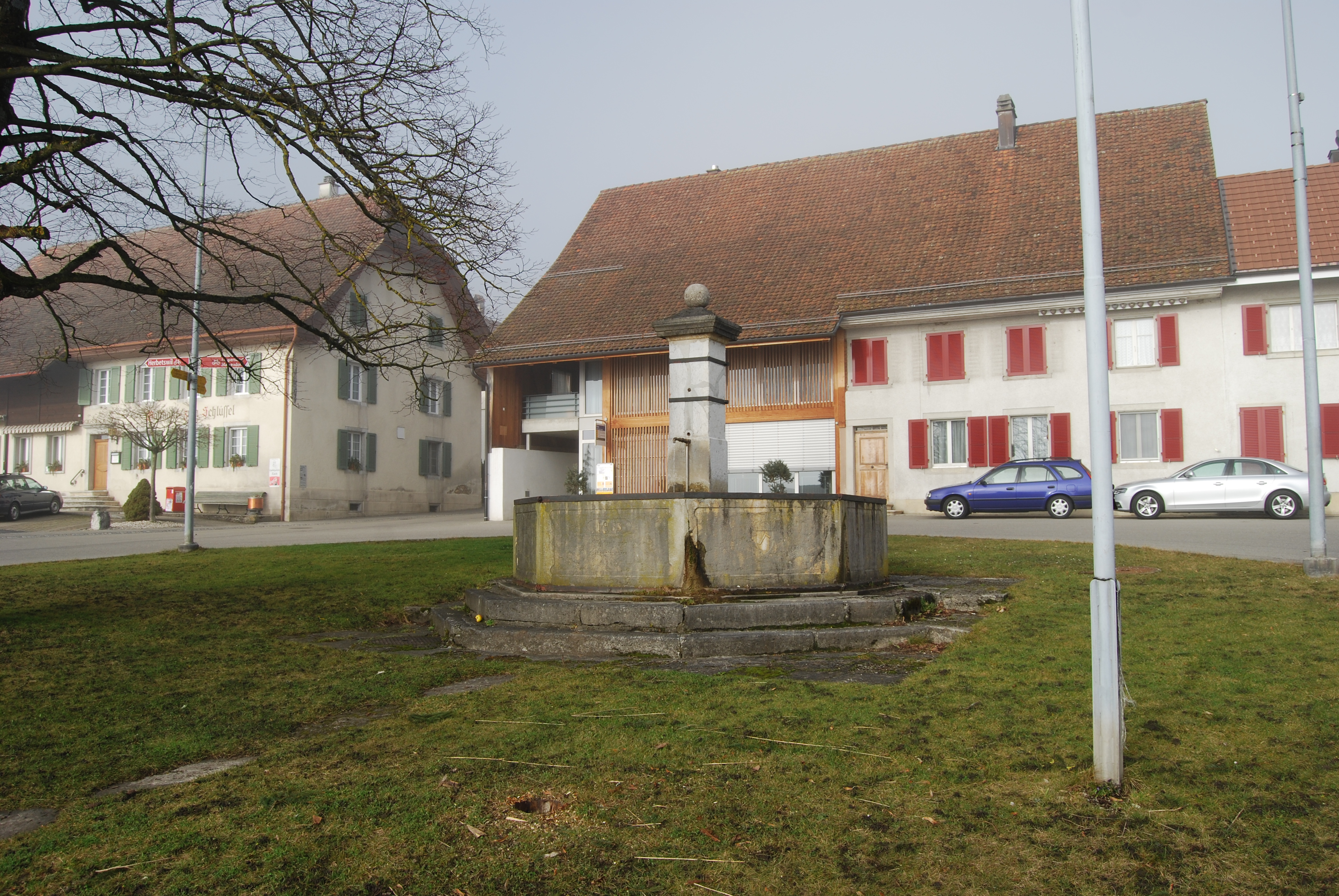
Aedermannsdorf

Aedermannsdorf telt 534 inwoners.